# Substrat enzymatique
Pour les articles homonymes, voir Substrat.

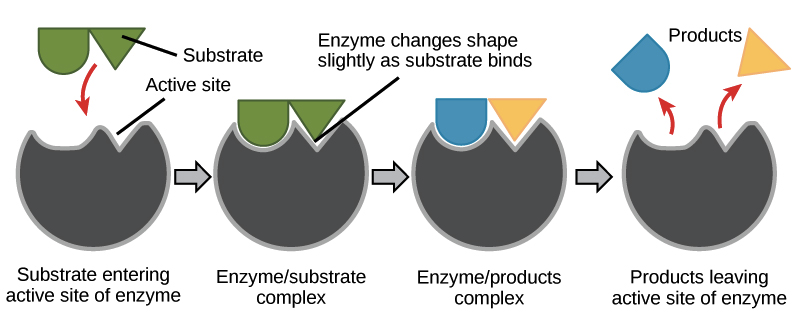
Complexe de substrat enzymatique

En enzymologie, on désigne par substrat enzymatique toute molécule subissant une réaction chimique catalysée par une enzyme (ex : l'amidon est hydrolysé par l'amylase en glucose). Il peut s'agir de molécules complexes, de polymères, de molécules simples (ex. : catalase dismutant du peroxyde d'hydrogène). Par convention :
- Est appelée substrat la molécule ou famille de molécules subissant spécifiquement la catalyse enzymatique par fixation dans le site actif de l'enzyme (ex. : dans le cas de l'amidon hydrolysé par l'amylase, l'eau ne sera pas considérée comme substrat de l'enzyme au contraire de l'amidon ou du glycogène).
- Est appelé réactif une molécule réagissant avec le substrat et entrant dans le bilan de l'équation chimique finale.
- Est appelé produit de réaction, ou encore produits, la ou les molécule(s) libérée(s) par l'enzyme après catalyse.

Lorsque l'enzyme se lie à son substrat, on parle de formation d'un complexe enzyme-substrat. Il en résulte un changement de conformation de l'enzyme qui peut déboucher :
- soit directement sur la catalyse de la réaction chimique ;
- soit révéler le site de fixation d'un cofacteur qui permettra le changement de conformation finale et la catalyse de la réaction.

La réaction s'achève avec la libération des produits de réaction.
Éventuellement l'enzyme peut être associée à un groupement prosthétiques (ex : coenzyme A, métalloenzymes, etc) qui réagit dans la réaction catalysée. Il existe une classe particulière de réactifs appelés cofacteurs, impliqués dans la réaction mais n'entrant pas dans le bilan final de réaction d'une voie métabolique puisqu'ils sont recyclés (ex : NADPH).
Tandis que les étapes de liaison (première étape) et de libération (dernière étape) sont, en général, réversibles, l'étape centrale peut être irréversible (comme dans les réactions de chymosine et catalase mentionnées ci-dessus) ou réversible (maintes réactions dans la voie métabolique de la glycolyse). En augmentant la concentration du substrat, et donc le nombre de complexes enzyme-substrat, la vitesse de réaction s'accroît jusqu'à ce que la concentration en enzyme devienne le facteur limitant. 